# Chống đẩy

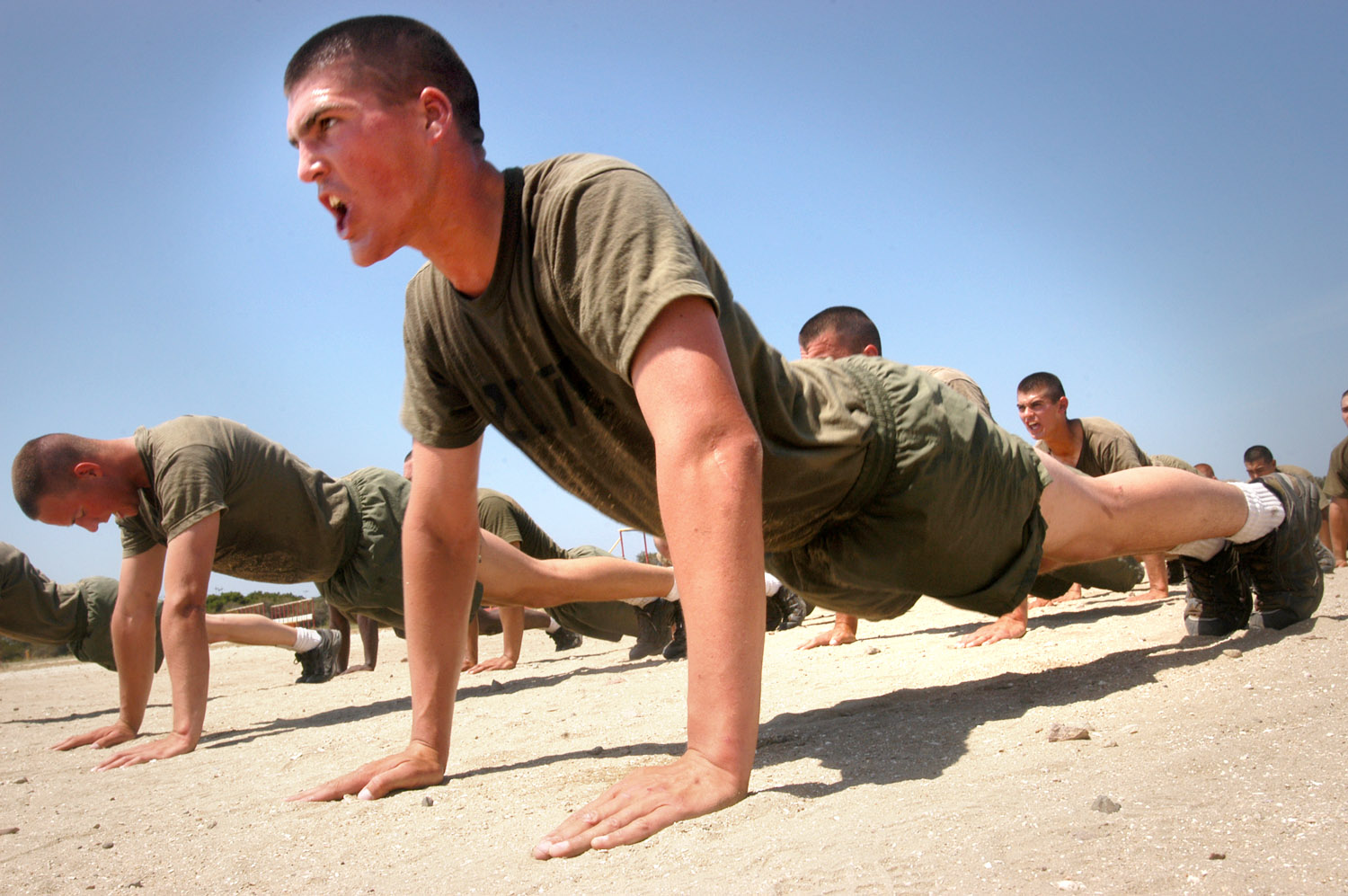
Tân binh quân đội thường thực hiện động tác chống đẩy như một phần trong quá trình huấn luyện thể chất của họ. Ở đây, tân binh Thủy quân Lục chiến Hoa Kỳ tại Căn cứ Tân binh Thủy quân Lục chiến ở San Diego thực hiện động tác hít đất vào tháng 5 năm 2005, như một phần trong quá trình huấn luyện tân binh cơ bản của họ.

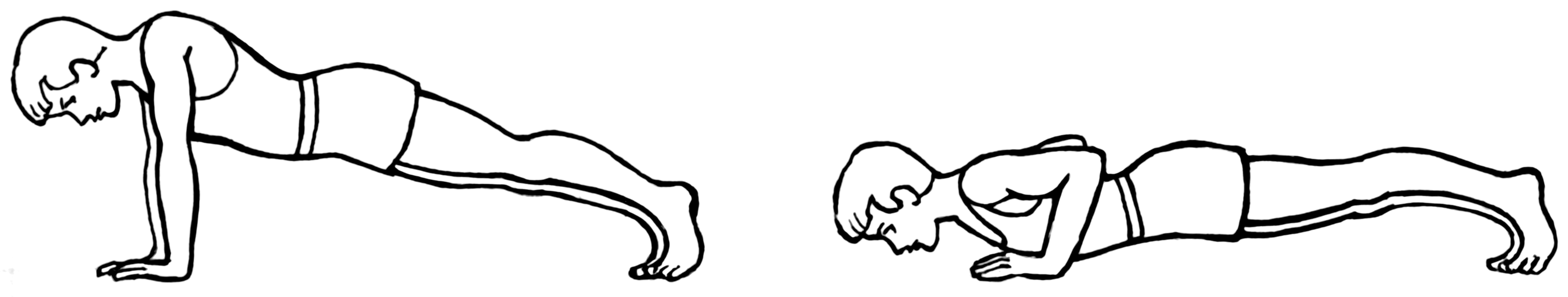
Hít đất (nhìn ngang)

Chống đẩy hay hít đất (phương ngữ miền nam Việt Nam) là một bài tập thể dục thể lực điển hình, vô cùng phổ biến. Được thực hiện bằng cách nâng cao và hạ thấp cơ thể trong tư thế nằm sấp bằng cách sử dụng cánh tay. Do đó luyện tập nhiều cơ khác nhau của thân trên cơ thể,  đặc biệt là cơ ngực, cơ tay sau (cơ tam đầu cánh tay), cơ vai trước,... thậm chí cả một phần cơ lõi (phần trung tâm cơ thể). Chống đẩy (Tiếng Anh-Mỹ: push-up có lẽ lần đầu được sử dụng lần đầu vào giai đoạn 1905-1910; trong khi trong tiếng Anh Anh thì đọc là press-up thì được dùng vào khoảng 1945-1950) là một bài tập cơ bản được sử dụng trong đào tạo thể thao dân sự hoặc giáo dục thể chất và phổ biến trong quân sự. Chống đẩy cũng là hình phạt phổ biến trong quân đội, thể dục thể thao, trường học, hoặc trong một số môn võ thuật.

## Cơ chế
Theo một nghiên cứu được thực hiện bởi Journal of Strength and Conditioning Research, trung bình, với hít đất tiêu chuẩn, ở tư thế để tay cao hơn về phía trước so với vai thì sẽ nâng khoảng 69.16% khối lượng cơ thể, còn nếu để tay thấp hơn so với vai thì nâng khoảng 75.04% khối lượng cơ thể. Nếu ta hít đất mà để đầu gối xuống đất làm điểm tựa, ta chỉ nâng được khoảng 53.56% và 61.80%, lần lượt với tay cao hơn vai và thấp hơn vai.

## Cơ bắp sử dụng

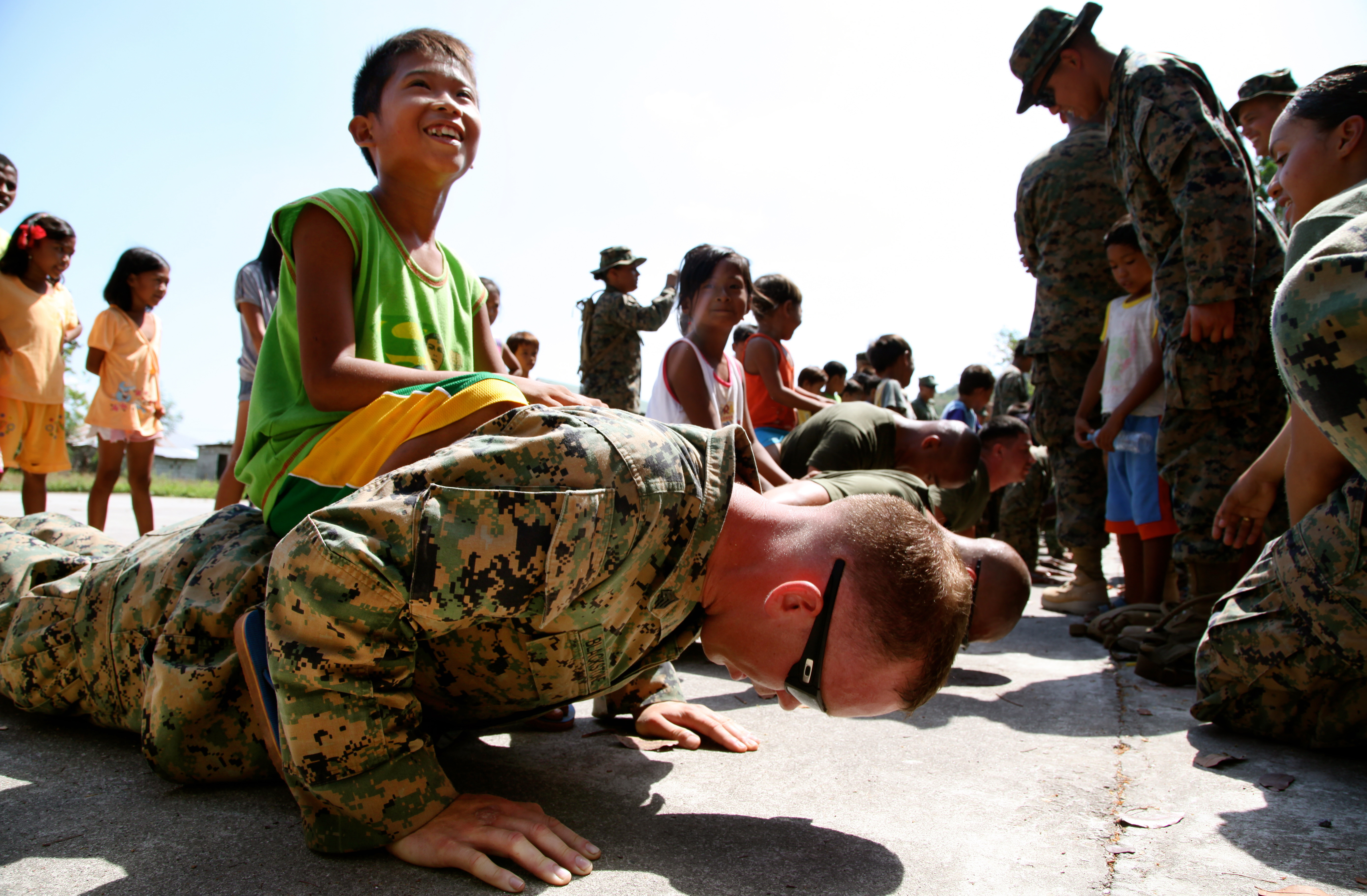

Tuy hít đất tập trung chủ yếu vào các cơ ở vùng ngực, cánh tay và vai, nhưng các cơ ở vùng khác cũng có hỗ trợ vào trong quá trình hít đất.
- Nhóm bụng: Cơ thẳng bụng (người ta hay gọi là "cơ 6 múi") và cơ bụng chéo cũng tham gia co cơ khi thực hiện hít đất để giữ cơ thể tách biệt khỏi mặt đất, cũng như giữ cho phần thân và chân cố định.
- Nhóm vai: Phần vai trước là một trong những cơ vai chính tham gia khép người, giúp tay di chuyển hít lên. Đồng thời giúp kiểm soát tốc độ chuyển động trong quá trình hít xuống.
- Nhóm ngực: Hít đất sử dụng nhiều nhóm cơ khác nhau, trong số đó quan trọng hàng đầu là vùng ngực, đặc biệt là cơ ngực lớn và cơ ngực bé. Đây là hai cơ lớn của vùng ngực, đóng vai trò chính để nâng cơ thể trong quá trình hít. Hít đất thường xuyên, các cơ này trở nên khoẻ hơn nhiều và trở nên cứng cáp, nạc hơn.
- Nhóm lưng: Cơ lưng không tham gia nhiều vào việc hít đất, hít đất không phải là bài tập chính cho cơ lưng. Tuy nhiên khi hít đất, chúng cũng hỗ trợ ổn định cơ thể, đặc biệt là cơ dựng gai sống.
- Cơ tam đầu cánh tay: Là một cơ quan trọng trong quá trình hít đất, tham gia rất nhiều trong việc giãn khớp khuỷa tay nên cánh tay có thể giãn hết cỡ khi hít lên. Nó cũng kiểm soát tốc độ uốn của khớp khuỷa trong giai đoạn hít xuống. Hít đất mà tay càng gần nhau thì cơ tam đầu hoạt động càng nhiều.
- Cẳng tay: Cẳng tay cũng tham gia một phần vào hít đất, tham gia ổn định vị trí hít đất đúng, thẳng người.
- Cơ nhị đầu: Hỗ trợ ổn định các khớp tay khi hít đất.
- Các khớp và dây chằng (gân): Hỗ trợ hoạt động cho các ngón tay, cổ tay, cẳng tay và khuỷa tay hoạt động mượt mà.

## Một số kiểu thường gặp
Ở "hít đất chuẩn", lưng và chân phải thẳng và cách mặt đất. Có nhiều biến thể của hít đất từ dễ đến khó, mỗi kiểu lại tác động đến các nhóm cơ khác nhau ở các mức độ khác nhau. Chẳng hạn hít đất hình kim cương (diamond push-up) sẽ tập trung vào phần cơ tam đầu và vai nhiều hơn là cơ ngực. Khi hít mà 2 tay không đều nhau hoặc trên bề mặt không phẳng, có thể tác động cả cơ lõi (phần trung tâm cơ thể).

### Hít đất với tạ (weighted push-ups)
Cơ bản là hít đất thông thường nhưng có sử dụng tạ để tăng khối lượng và độ khó cho bài tập. Từ đó gây áp lực nhiều hơn vào cơ bắp để phát triển. Thường người ta để tạ trên lưng, cũng có khi người ta dùng tay giữ 2 tay cầm rồi nâng chân lên khỏi mặt đất, bổ trợ cho người tập thực hiện planche. 

### Hít đất để gối (knee push-ups)
Phiên bản dễ hơn của hít đất tiêu chuẩn, thường dành cho người mới tập hít đất. Ngoài chống hai tay, còn để đầu gối xuống đất giữ trọng lượng cơ thể, nên nâng ít khối lượng hơn. 

### Hít đất bằng nắm đấm (knuckle push-ups)
Thay vì dùng lòng bàn tay, ta nắm hai bàn tay lại thành nắm đấm, để hai nắm đấm xuống mặt đất rồi thực hiện hít đất. Hít đất này thường dùng trong tập luyện võ thuật. 
Ngoài tăng cường sức mạnh và độ bền, nó còn làm cứng phần khớp tay và cả cẳng tay giúp cú đấm trở nên mạnh mẽ hơn. Nhưng kiểu hít này không tác động vào cổ tay như hít đất chuẩn, nên nếu người nào bị cổ tay đau có thể hít kiểu này. 
Người tập võ thường hít kiểu này trên nền đất cứng, người mới tập nên tập trên thảm mềm.

### Hít đất Maltese (Maltese push-up)
Hít đất dùng trong thể dục dụng cụ  (gymnastic), hai tay rộng hơn vai, để hai tay đến vị trí phần hông rồi hít.

### Hít đất Guillotine (Guillontine push-up)
Hít đất để tay lên vị trí cao hơn. Chủ yếu giúp duỗi phần vai và tập trung áp lực lên vùng cơ đó hơn.

### Hít đất bằng mu bàn tay (backhanded push-up)
Hít đất dùng mu bàn tay chứ không dùng lòng bàn tay. Hiện tại, người giữ kỷ lực về hít đất mu bàn tay là Bill Kathan, thực hiện 2396 hít đất vào ngày Valentine, năm 2010.

### Hít đất một tay (one arm push-up)
Hít đất sử dụng chỉ một tay chứ không phải hai tay. Hít đất này giúp gây áp lực lên cơ phần tay kia nhiều hơn nên khó hơn.
Thường khi mới tập, ta có thể giảm độ khó bằng cách dang hai chân thật rộng và để tay lên cao phía trước rồi hít.

### Hít đất một chân (single-leg push-up)
Hít đất nhưng giơ một chân lên cao khỏi mặt đất.

### Hít đất tay hẹp (narrow-grip push-up)
Hít đất bình thường nhưng để hai tay lại gần nhau hơn, hẹp hơn vai.

### Hít đất tay rộng (wide-grip push-up)
Giống hít đất bình thường nhưng hai tay rộng hơn vai. Hít đất dễ hơn thông thường, tập trung vào phần ngực và vai.

### Hít đất vỗ tay (clap push-up)
Hít đất bình thường nhưng lúc hít lên, đẩy cơ thể lên thật cao rồi nhanh chóng vỗ tay lúc đang trên không. Việc hít như vậy sẽ phát triển sức mạnh bộc phá, đồng thời khiến cơ vùng ngực định hình hơn.

### Hít đất kiểuNgười Nhện(Spiderman push-up)
Hít đất bình thường nhưng nâng một chân lên cao tới chỗ khuỷa tay mình lúc hít xuống, rồi đổi qua chân kia, giống kiểu lúc Người Nhện leo tường. Có thể tăng độ khó bằng cách lúc hít xuống giữ một lúc tầm 2 giây.

### Hít đất Ấn Độ

Dand

Dand, còn được gọi là hít đất kiểu Ấn Độ, là một biến thể hít đất kết hợp uốn cơ thể. Cũng được dùng trong chế độ tập luyện của Lý Tiểu Long, gọi là "cat stretch" .

### Hít đất với tường (wall push-up)
Đặt tay lên tường và hít đất. Phiên bản này cũng hỗ trợ cho người mới tập hít đất.

### Hít đất với bàn hoặc ghế (table/chair push-up)
Đặt chân lên bàn hoặc ghế rồi hít đất, càng cao càng khó.  

### Hít đất 3 pha (Three-phase push-up)
Hít đất bình thường nhưng chia ra riêng thành 3 giai đoạn, mỗi giai đoạn làm thật chậm. Bắt đầu với tư thế hít bình thường, tay duỗi thẳng. Giai đoạn đầu tiên là hít xuống để khuỷa tay vuông góc. Giai đoạn thứ hai đẩy cơ thể lên. Giai đoạn thứ ba là trở lại vị trí xuất phát.

### Hít đấtkim cương(Diamond push-up)
Hít đất để ngón trỏ và ngón cái của 2 tay chạm nhau, tạo hình kim cương. Kĩ thuật cần cơ tam đầu cánh tay đủ khoẻ.

### Hít đất Hollow-Body
Hít đất nhón chân, đưa thân trên cơ thể lên cao rồi hít.

### Hít đất Aztec (Aztec push-up)
Một kiểu tập luyện Plyometric, hít đất nâng cao. Khi hít lên xong, đẩy người thật mạnh để tay chạm vào mũi chân.

### Hít đất 360 độ (360 push-up)
Cũng là Plyometric,  đẩy cơ thể lên thật cao đủ để xoay người lại 360 độ. 

### Hít đất Planche (Planche push-up)
Một kĩ thuật hít đất khó, cũng là một động tác khó trong Calisthenics, đòi hỏi khối lượng thời gian và tập luyện đáng kể. Thực hiện hít đất ở động tác Planche, giữ tư thế giống hít đất nhưng nâng cả cơ thể, bao gồm cả thân dưới lên cao, sao cho cơ thể tạo thành một đường thẳng song song với mặt đất. 
Hít đất này khó vì không chỉ nâng toàn bộ cơ thể, ta còn cần giữ sự thăng bằng để cơ thể thẳng song song mặt đất. 

## Hình phạt
Chống đẩy là một hình thức phổ biến của hình phạt được sử dụng trong quân đội, thể dục thể thao, trường học, hoặc trong một số môn võ thuật. Tuỳ theo mức độ phạm lỗi, người chịu phạt sẽ phải thực hiện các động tác, mức độ khác nhau. 20 đến 50 cái/ lần chống đẩy là khuôn mức hình phạt hợp lý. 
Ở nhiều trường học, chống đẩy thường được áp dụng trong giờ thể dục. Khi học sinh phạm lỗi, giáo viên sẽ ra hình phạt, số lần chống đẩy và yêu cầu học sinh thực hành hình phạt. 